# Greenwood (South Carolina)
Greenwood ist eine  Stadt (city) im US-Bundesstaat South Carolina. Sie ist der Verwaltungssitz (County Seat) des nach ihr benannten Greenwood County. Das U.S. Census Bureau hat bei der Volkszählung 2020 eine Einwohnerzahl von 22.545 ermittelt.

## Demografie
Nach einer Schätzung von 2019 leben in Greenwood 23.403 Menschen. Die Bevölkerung teilte sich im selben Jahr auf in 48,5 % Weiße, 46,4 % Afroamerikaner, 0,1 % amerikanische Ureinwohner, 1,7 % Asiaten und 1,7 % mit zwei oder mehr Ethnizitäten. Hispanics oder Latinos aller Ethnien machten 10,5 % der Bevölkerung aus. Das mittlere Haushaltseinkommen lag bei 33.699 US-Dollar und die Armutsquote bei 30,3 %.
| Jahr | Einwohner¹ |
| ---- | ---------- |
| 1950 | 13.806     |
| 1960 | 16.644     |
| 1970 | 21.069     |
| 1980 | 21.613     |
| 1990 | 20.807     |
| 2000 | 22.071     |
| 2010 | 23.222     |
| 2020 | 22.545     |

¹ 1950 – 2020: Volkszählungsergebnisse

## Bildung
Die Lander University befindet sich in der Stadt.

## Infrastruktur
Mit dem Greenwood County Airport verfügt die Stadt über einen kleinen Flughafen.

## Persönlichkeiten
- Benjamin Mays (1894–1984), Lehrer, Baptistenpastor und Collegepräsident
- William Jennings Bryan Dorn (1916–2005), Politiker
- Gaines Adams (1983–2010), Footballspieler
- Allisha Gray (* 1995), Basketballspielerin